# Leptocyon
Genre
Répartition géographique
Synonymes
- Neocynodesmus Macdonald 1963

Leptocyon est un genre fossile de mammifères appartenant à l'ordre des Carnivores et à la famille des Canidés (sous-famille des Caninés). Apparus à l'Oligocène il y a environ 34 millions d'années (Ma) — ce qui en fait les premiers Caninés connus —, ils ont disparu au Miocène vers −9 Ma.

## Description

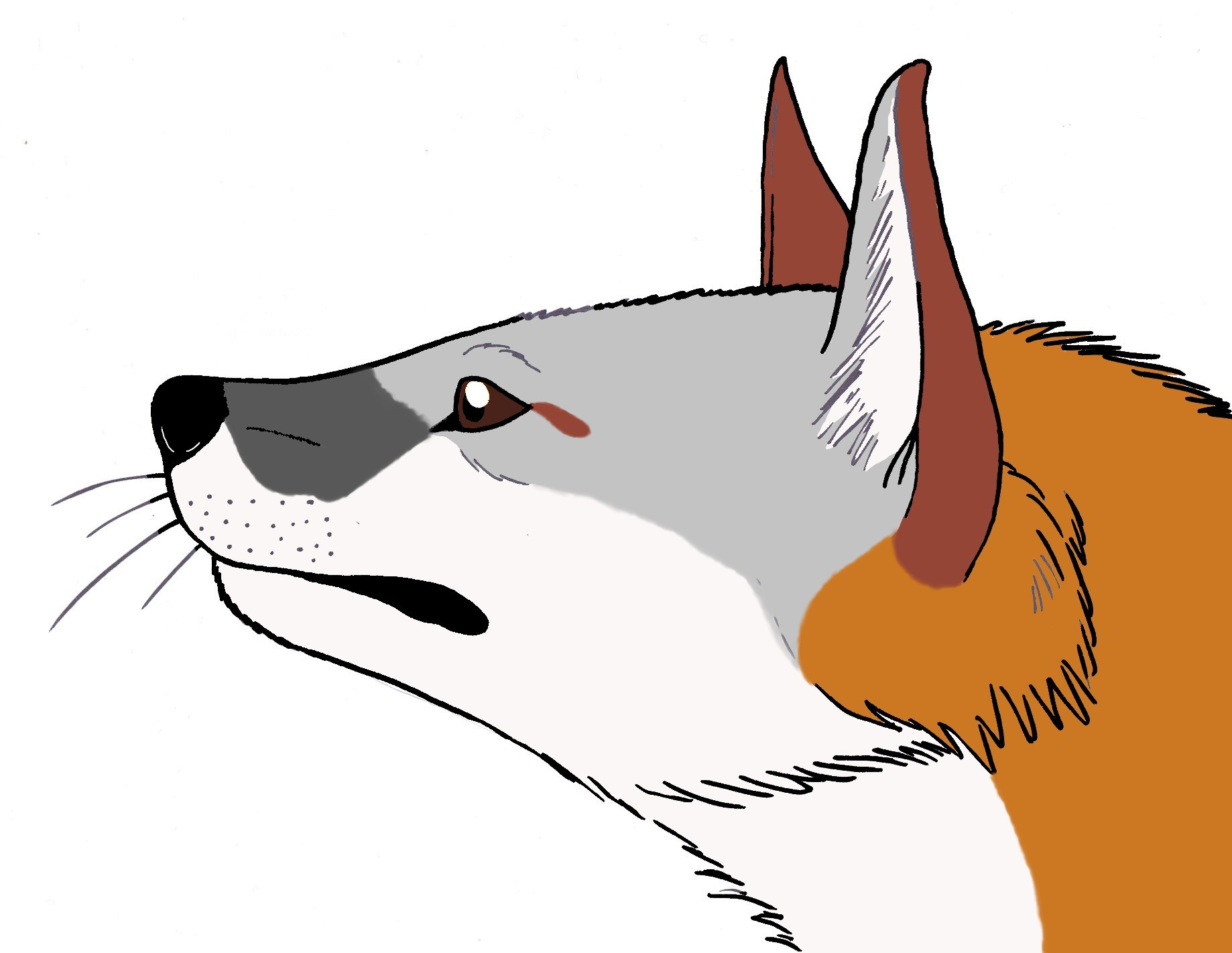
Reconstitution de la tête de Leptocyon.

Les Leptocyons étaient des animaux de petite taille (notamment, L. delicatus est le plus petit canidé connu), et pesaient environ 2 kg. Ils ressemblaient à des renards, avec une mâchoire longue et étroite et des dents délicates, et peu avant l'extinction du genre l'une des lignées ressemblait beaucoup au renard moderne. Ils étaient probablement omnivores, se nourrissant de petits animaux et de fruits dans un régime alimentaire resté relativement inchangé au cours du Miocène.
Les leptocyons sont apparus en Amérique du Nord vers −34 Ma, en même temps que les Borophaginés avec qui ils partagent certaines caractéristiques, indiquant qu'il s'agissait de deux groupes frères. Ils s'en distinguent par leur morphologie, leur crâne et leur denture, adaptés à la capture de petites proies rapides alors que ceux des Borophaginés permettaient la morsure mortelle de proies plus importantes.

## Liste des espèces
Selon GBIF (14 août 2023) :
- † Leptocyon douglassi Tedford et al., 2009
- † Leptocyon leidyi Tedford et al., 2009
- † Leptocyon matthewi Tedford et al., 2009
- † Leptocyon mollis Merriam, 1906
- † Leptocyon tejonensis Tedford et al., 2009
- † Nothocyon gregorii (Matthew, 1907)
- † Nothocyon vulpinus (Matthew, 1907)
- † Pachycynodon delicatus (Loomis, 1932)

## Classification
Le nom valide complet (avec auteur) de ce taxon est Leptocyon Matthew, 1918,,.

### Étymologie
Le nom Leptocyon a été construit sur le grec λεπτός / leptós (« mince ») et κύων / kúôn (« chien »).

### Publication originale
- [1918] (en) William Diller Matthew, « Contributions to the Snake Creek Fauna with notes upon the Pleistocene of western Nebraska, American Museum Expedition of 1916 », Bulletin of the American Museum of Natural History, vol. 38, no 7,‎ 1918, p. 183-229.